# 2046 (فلم)
2046 هو فيلم رومانسي دراما من تأليف وإخراج وونغ كار واي ومن بطولة توني لونغ تشيو واي، غونغ لي، فاييه وونغ، تاكويا كيمورا وزانج زيي، صدر الفيلم في هونغ كونغ في 29 سبتمبر 2004.